# 제임스 루소
제임스 루소(James Russo, 1953년 4월 23일 ~ )는 미국의 배우이다.

## 출연 작품

### 영화
- 나쁜 여자들 (1994)
- 장고: 분노의 추적자 (2012) - 디키 스펙 역
- 파이널 킬 (2020, Final Kill)- 밥 역

### 텔레비전
- 시카고 파이어 (2014-15)